# Alberto de Lacerda
Alberto de Lacerda (Carlos Alberto Portugal Correia de Lacerda, ur. 20 września 1928, zm. 27 sierpnia 2007) – portugalski poeta i dziennikarz. Urodził się w Mozambiku. Później studiował w Lizbonie francuski i angielski. W wieku 23 lat opublikował tomik 77 Poemas (1951), dobrze przyjęty przez krytykę w kraju i przetłumaczony na język angielski przez Arthura Waleya. Pracował dla BBC i mieszkał w Wielkiej Brytanii, choć nigdy nie został jej obywatelem.
Poezję Alberta de Lacerda cenili wybitni pisarze, w tym także laureaci Nagrody Nobla, jak Octavio Paz, John Ashbery, René Char, Manuel Bandeira i Edith Sitwell. Od 1951 do 2001 wydał dwanaście tomików. Łączył elementy klasyczne (sonety) z rozwiązaniami surrealistycznymi. 